# Imicles heterocateniformis
Imicles heterocateniformis är en svampart som först beskrevs av Matsush., och fick sitt nu gällande namn av Shoemaker & Hambl. 2001. Imicles heterocateniformis ingår i släktet Imicles, divisionen sporsäcksvampar och riket svampar.   Inga underarter finns listade i Catalogue of Life.